# Decio Oyague
Decio Oyague Neyra, (San Pedro de Lloc, 1842 – Lima, 14 de enero de 1882) fue un marino peruano. Participó en la Guerra del Pacífico, correspondiéndole un importante papel en el hundimiento del transporte artillado Loa, frente al Callao.

## Biografía
Fue hijo de José María Oyague e Isabel Neyra. Ingresó en la marina en 1864 y al año siguiente pasó a servir como guardiamarina a bordo de la corbeta América. Luego pasó a la fragata Amazonas, en la que se hallaba al estallar la guerra con España de 1866. La Amazonas varó en la parte sur de la isla Abtao (cerca de Chiloé), sin que pudiera ser reflotada pese a los esfuerzos realizados. Oyague fue transferido a la América, participando enseguida en el combate de Abtao, librado el 7 de febrero de 1866. Y luego, a bordo del transporte Chalaco, actuó en el combate del Callao del 2 de mayo de 1866. En octubre de ese mismo año fue ascendido a alférez de fragata.
Durante la Guerra del Pacífico sirvió a bordo del Chalaco, participando en la defensa del Callao. Integró la brigada torpedista, de la que también formaban parte el ingeniero Manuel Cuadros, el capitán de fragata Leopoldo Sánchez Calderón, el alférez de fragata Carlos Bondy, entre otros. Esta brigada ensayaba un arma por entonces novedosa en el Perú: el torpedo. Oyague tomó parte en la operación que logró el hundimiento del transporte artillado chileno Loa, frente al Callao, el 3 de julio de 1880, y el de la cañonera Covadonga, frente a las playas de Chancay, el 13 de septiembre de 1880.  En esta última, fue el encargado de conducir la atractiva embarcación de recreo, que ocultaba una carga explosiva, llevándolo desde Ancón hasta Chancay y dejándolo al alcance de la Covadonga. Una versión le atribuye el haber confeccionado este último torpedo; sin embargo, la versión más generalizada sindica a Cuadros como el verdadero artífice. En reconocimiento a su acción, fue ascendido a teniente segundo.
Tras la caída de Lima, pasó a ser capitán de la barca Emma, a bordo de la cual realizó viajes entre California, el Callao y Valparaíso. Era ya teniente primero cuando falleció prematuramente a inicios de 1882.